# Julie Leth
Julie Norman Leth (født 13. juli 1992 i Mårslet) er en dansk tidligere cykelrytter, der senest kørte for Uno-X Mobility. Hun er olympisk sølvvinder fra legene i Tokyo afholdt i 2021.

## Karriere
Som 6-årig begyndte Julie Leth at dyrke atletik, hvor hun primært dyrkede mellem- og langdistanceløb. Men på grund af en skade i en akillessene skiftede hun som 14-årig til cykling hos Odder Cykel Klub. Her kørte hun i juniorårene, og til og med 2011, der var hendes første sæson som seniorrytter. I 2011 havde hun også skrevet kontrakt med det nyetablerede britiske hold Specialized-DPD Pakketservice. Dem repræsenterede hun indtil holdet lukkede med udgangen af 2012, skiftede fra starten af 2013 til et endnu nyetableret britisk hold, Breast Cancer Care Cycling Team. Her var hun i fire måneder, indtil hun skrev en professionel kontrakt med Team Hitec Products.
Julie Leth blev som 16-årig danmarksmester i scratch i 2008 og i scratch, sprint og omnium 2009. Hun blev juniorverdensmester i pointløb 2010 og dansk mester samme år i 3000 meter individuelt forfølgelsesløb, dansk mester i omnium i 2011, 2013, 2018 og 2019 samt dansk mester i pointløb 2010 og 2017.
Hun blev europamester i 2018 og vandt VM-bronze i 2019 i madison (parløb) sammen med Amalie Dideriksen. Leth sluttede sæsonen 2018/19 som nummer ét på UCI's verdensrangsliste i madison.
Leth og Dideriksen genvandt EM-titlen i parløb i 2019.
Julie Leth blev juniordanmarksmester i enkeltstart 2010, danmarksmester i landevejsløb 2011 efter et spurtopgør mod professionelle Trine Schmidt, Iben Bohé og Tina Nielsen, danmarksmester i 2011 for hold med Odder CK, samt danmarksmester 2014 i enkeltstart.

### Olympiske lege
Leth deltog sammen med Dideriksen i parløb ved OL 2020 (afholdt i 2021), og parret blev nummer to med 35 point efter briterne Laura Kenny og Katie Archibald med 78 point, mens russerne Gulnas Khatuntseva og Marija Novolodskaya med 26 point blev nummer tre.

## Privat
Julie Leth har siden 2016 været kærester med cykelrytteren Lasse Norman Hansen. De blev gift den 29. oktober 2022, og den 9. januar 2024 blev parret forældre til en dreng.